# Станстед

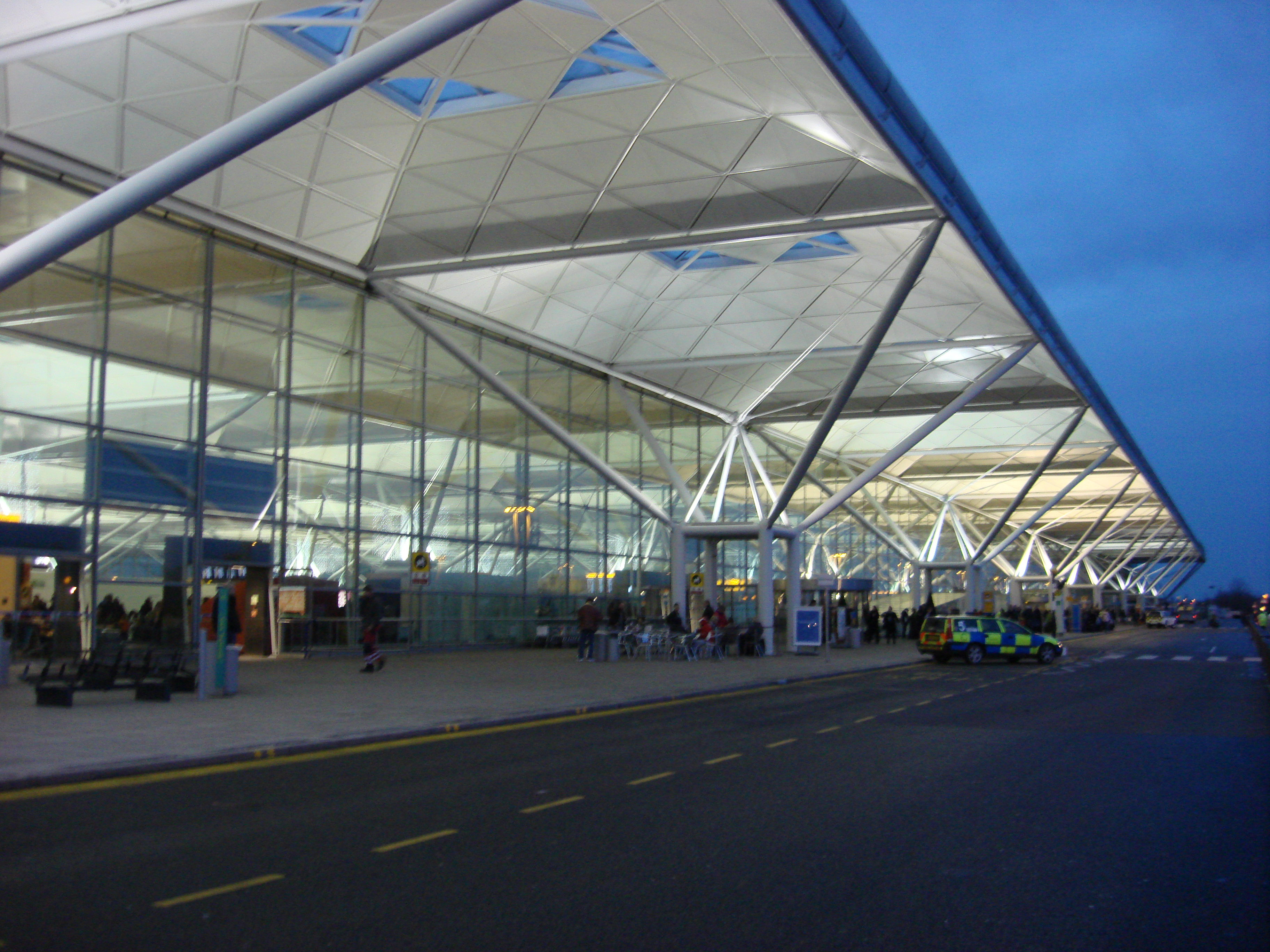

Лондонский аэропорт Станстед (англ. London Stansted Airport; (ИАТА: STN, ИКАО: EGSS)) — крупный пассажирский аэропорт с одной взлётно-посадочной полосой, является хабом ряда европейских низкобюджетных авиакомпаний. Расположен в районе Атлсфорд в английском графстве Эссекс в 48 км на северо-восток от Лондона. Находится в 3 км от Бишопс-Стортфорд и в 10 км от Харлоу. Это третий по размеру аэропорт Лондона после Хитроу и Гатвика, а также один из шести лондонских международных аэропортов с Лутоном, Лондон-Сити и Саутенд.

## Общие сведения

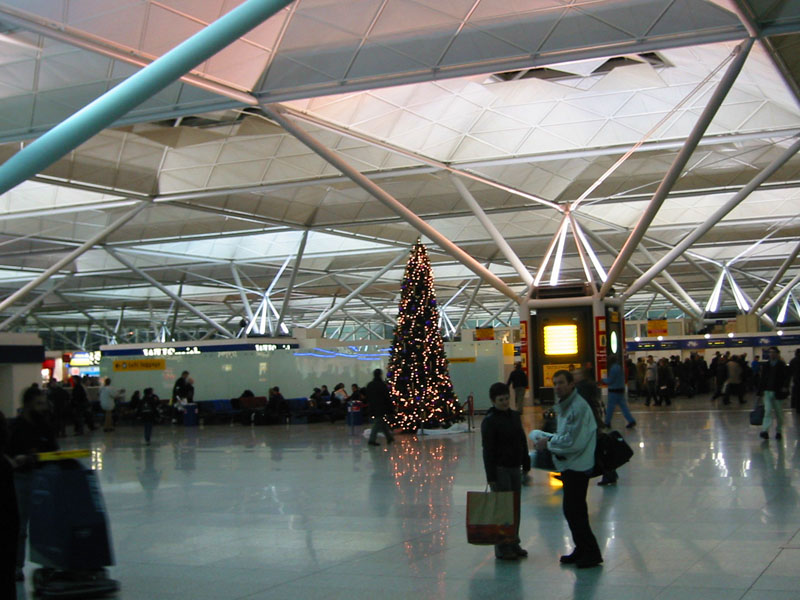
Интерьер аэропорта Станстед.

В аэропорту Станстед один терминал с тремя сателлитами, два связаны с главным терминалом мостом, третий — транзитной системой. В терминале работают пункт обмена валюты, камеры хранения, несколько магазинов и ресторанов, точка доступа Интернет, пункт проката автомобилей. Здание терминала было построено Foster Associates, особенности конструкции — «плавающая» крыша, которая крепится на каркасе из труб в форме перевёрнутых пирамид, создавая стилизованный образ лебедя в полёте. Внутри каждой из труб конструкции проложены коммуникации, обеспечивающие освещение, а также кондиционирование, телесвязь и электроснабжение. Компоновка аэропорта разработана таким образом, чтобы обеспечить свободное перемещение прибывающих пассажиров к кратковременной автостоянке, движение через зал регистрации и службу безопасности с выходом к гейтам находится на одном уровне. Тем не менее, терминал не предоставляет возможности провожающим наблюдать за отлётом, это связано с требованиями безопасности.
В последние десять лет Станстед пережил быстрое увеличение пассажиропотока: с 12 млн в 2000 количество обслуженных пассажиров выросло до 23,7 млн в 2006.

## История

### Вторая мировая война
Во время Второй мировой войны аэродром Станстед использовался ВВС Великобритании и ВВС Армии США как аэродром для бомбардировщиков и как главная ремонтная база. Хотя официальное название аэродрома было «Stansted Mountfitchet», обычно его называли просто «Stansted», и в письменной, и в разговорной форме.
В августе 1942 в Станстеде стали базироваться бомбардировщики 8-го воздушного флота США, код аэропорта был 169. В октябре 1942 Станстед стал крупной базой средних бомбардировщиков Martin B-26 Marauder 9-го воздушного флота. Строительные работы велись 817, 825 и 850-м инженерными батальонами армии США, к середине 1943 строительство аэродрома было завершено.

#### 344-я группа бомбардировщиков
Станстед был официально открыт 7 августа 1943, когда здесь разместилась 30-я группа снабжения авиации. Аэродром был официально передан Девятому воздушному флоту 16 октября.

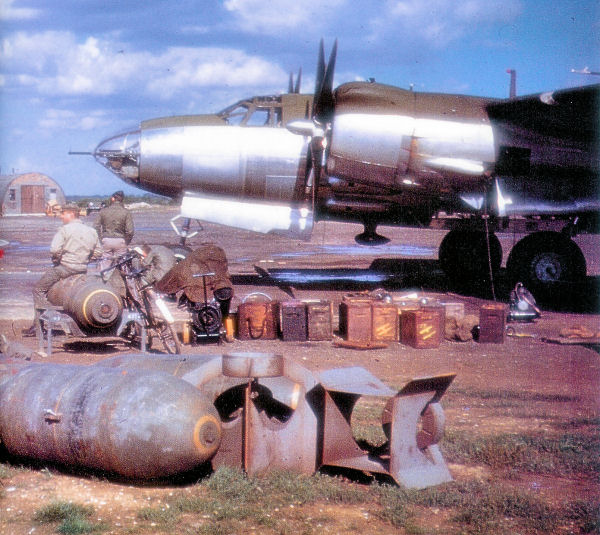
B-26 344-й группы бомбардировщиков в Станстеде, 1944.

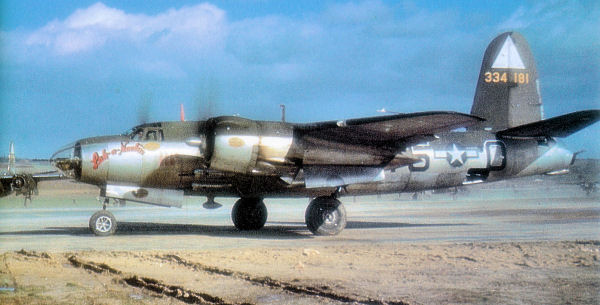
Martin B-26G-1-MA Marauder (серийный номер 43-34181) из 495-й эскадрильи бомбардировщиков готовится к взлёту с аэродрома Станстед, 1944. Собственное название самолёта Lak-a-Nookie, пилот Charles E. (Chuck) Mininan.

344-я группа бомбардировщиков стала использовать Станстед с 8 февраля 1944, перебазировав с аэродрома Хантер, Джорджия, двухдвигательные бомбардировщики Martin B-26 Marauder. В состав Группы входили:
- 494-я эскадрилья бомбардировщиков (K9)
- 495-я эскадрилья бомбардировщиков (Y5)
- 496-я эскадрилья бомбардировщиков (N3)
- 497-я эскадрилья бомбардировщиков (7I)

344-я группа бомбардировщиков начала боевые вылеты в марте 1944, атакуя аэродромы, базы подводных лодок, береговые укрепления и другие цели в занятой немцами Франции, Бельгии и Нидерландах. Начавшиеся в мае 1944 налёты 344-й Группы бомбардировщиков в значительной мере помогли подготовить высадку в Нормандии.
В день высадки в Нормандии (известный, как «день Д») 344-я группа бомбардировщиков участвовала в Нормандской операции, первый самолёт вылетел на боевое задание в 04:12. Первыми целями были береговые батареи в Шербуре, в течение июня Группа поддерживала наступление, которое окончилось захватом полуострова Котантен.
344-я группа бомбардировщиков в дальнейшем поддерживала оборонительные позиции британских войск в окрестностях Кана, была отмечена правительственной наградой США за операции в конце июля, когда Группа бомбила места концентрации немецких войск, обозы, мост и железнодорожный виадук, поддержав наступающие наземные силы в Сен-Ло.
Другими известными операциями 344-й группы стали бомбардировка мостов с целью удержания немецкой армии в Фалезском мешке, бомбардировка кораблей и укреплений в Бресте в августе и сентябре 1944.
30 сентября 344-я группа была перебазирована во Францию. Во время базирования в Станстеде Группа провела более чем 100 операций, потеряв в боях 26 самолётов.
В дальнейшем 344-я группа бомбардировщиков использовала следующие аэродромы:
- A-59 Cormeilles-en-Vexin, Франция, с 30 сентября 1944
- A-78 Florences/Juzaine, Бельгия, с 5 апреля 1945

После окончания войны в Европе группа перебазировалась в Шлейсшейм, Германия, где началась переподготовка лётчиков на Douglas A-26 Invader, хотя продолжали использоваться B-26. Впоследствии они были переданы в США без персонала и оборудования 15 февраля 1946, где были законсервированы.

#### 2-й тактический склад ВВС
Кроме того, что Станстед был аэродромом базирования бомбардировщиков, в Станстеде располагался склад снабжения ВВС для самолётов B-26. После дня Д основной тактический склад был перебазирован во Францию, но база продолжала использоваться для хранения запчастей для самолётов на континенте.

### Послевоенное время
После перехода под британское командование 12 августа 1945, Станстед стал складом ВВС No.263. Кроме того, с марта 1946 по август 1947 Станстед использовался для размещения немецких военнопленных.
Многие сборные дома времён Второй мировой войны используются в Станстеде и сегодня для различных гражданских задач.

### База ВВС
После перехода под британское командование 12 августа 1945, Станстед стал складом ВВС No.263. Кроме того, с марта 1946 по август 1947 Станстед стал использоваться для размещения немецких военнопленных. Тем не менее после войны база потеряла свою актуальность и была передана Министерству авиации в 1947. Американские военные вернулись в Станстед в 1954, они увеличили взлётно-посадочную полосу для возможной передачи базы НАТО, но этого не произошло, и аэропорт перешёл под управление BAA в 1966.
В течение 60-х, 70-х и в начале 80-х годов в восточной части аэродрома находилась школа обучения пожарных(англ. Fire Service Training School (FSTS)). В школе прошли подготовку пожарные команды, обеспечивающие пожарную безопасность во многих аэропортах Великобритании и за её пределами.

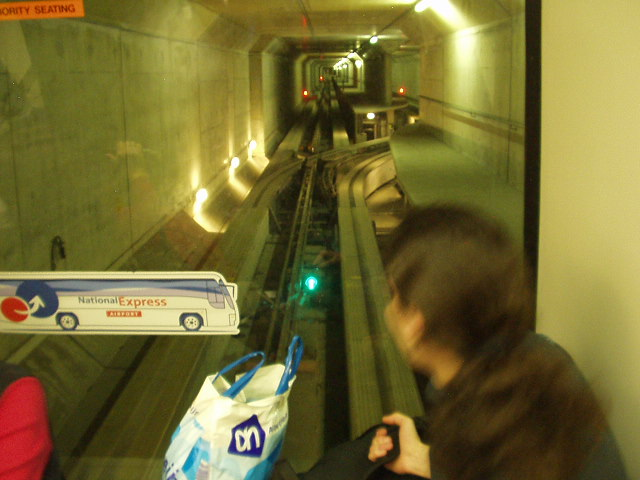
Подземная система развоза пассажиров.

### Гражданский аэропорт
С 1966, после того как управление Станстедом приняла BAA, он стал использоваться чартерными операторами, специализировавшимися на турах выходного дня, которые могли пользоваться в Станстеде более низкими тарифами, чем в Хитроу или Гатвике. BAA и британское правительство планировало развивать Станстед в третий лондонский аэропорт, чтобы уменьшить нагрузку на Хитроу и Гатвик в будущем. Первое здание терминала было открыто в 1969 и было расширено в следующем году, чтобы справиться с растущим пассажиропотоком.
В 1984 правительство одобрило план развития Станстеда, состоящий из двух этапов, который увеличивал мощность аэропорта до 15 млн пассажиров в год. Строительство современного здания терминала, разработанного бюро «Фостер и партнёры», началось в 1988 и было закончено в марте 1991.
Первый дальнемагистральный регулярный маршрут был открыт в начале 1990-х, когда American Airlines открыли трансатлантическое сообщение между Станстедом и Чикаго. Этот маршрут был нерентабелен, и впоследствии закрыт, однако, Continental Airlines открыли сообщение между Станстедом и Ньюарком на Boeing 757—200, однако и он был закрыт после событий событий 11 сентября 2001 года. Первый дальнемагистральный регулярный маршрут из Станстеда, который не был закрыт, был организован израильской авиакомпанией El Al Israel Airlines между Станстедом и Тель-Авивом, после того как рейсы в Хитроу были перегружены. Этому примеру последовала другая израильская авиакомпания, Israir Airlines.
Дальнемагестральные рейсы в США возобновились в конце 2005, когда Eos Airlines и MAXjet Airways начали полёты бизнес-класса из Станстеда в Нью-Йорк, Eos Airlines использовали Boeing 757—200, а MAXjet Airways — Boeing 767—200. В 2006 MAXjet Airways начали также рейсы в Вашингтон, Лас-Вегас и Лос-Анджелес. MAXjet Airways прекратил деятельность 24 декабря 2007, и на сегодня на американском направлении из Станстеда летают только Eos Airlines и American Airlines.
American Airlines в октябре 2007 начали полёты также в Нью-Йорк-JFK. С марта 2009 года по 24 октября 2011 года малайзийская компания AirAsia X осуществляла рейсы в Куала-Лумпур. Всего на два месяца, с июня по август 2010 года, компания Sun Country Airlines запускала рейс до Миннеаполиса, с остановкой на дозаправку в аэропорту Гандер.

## План расширения Станстеда

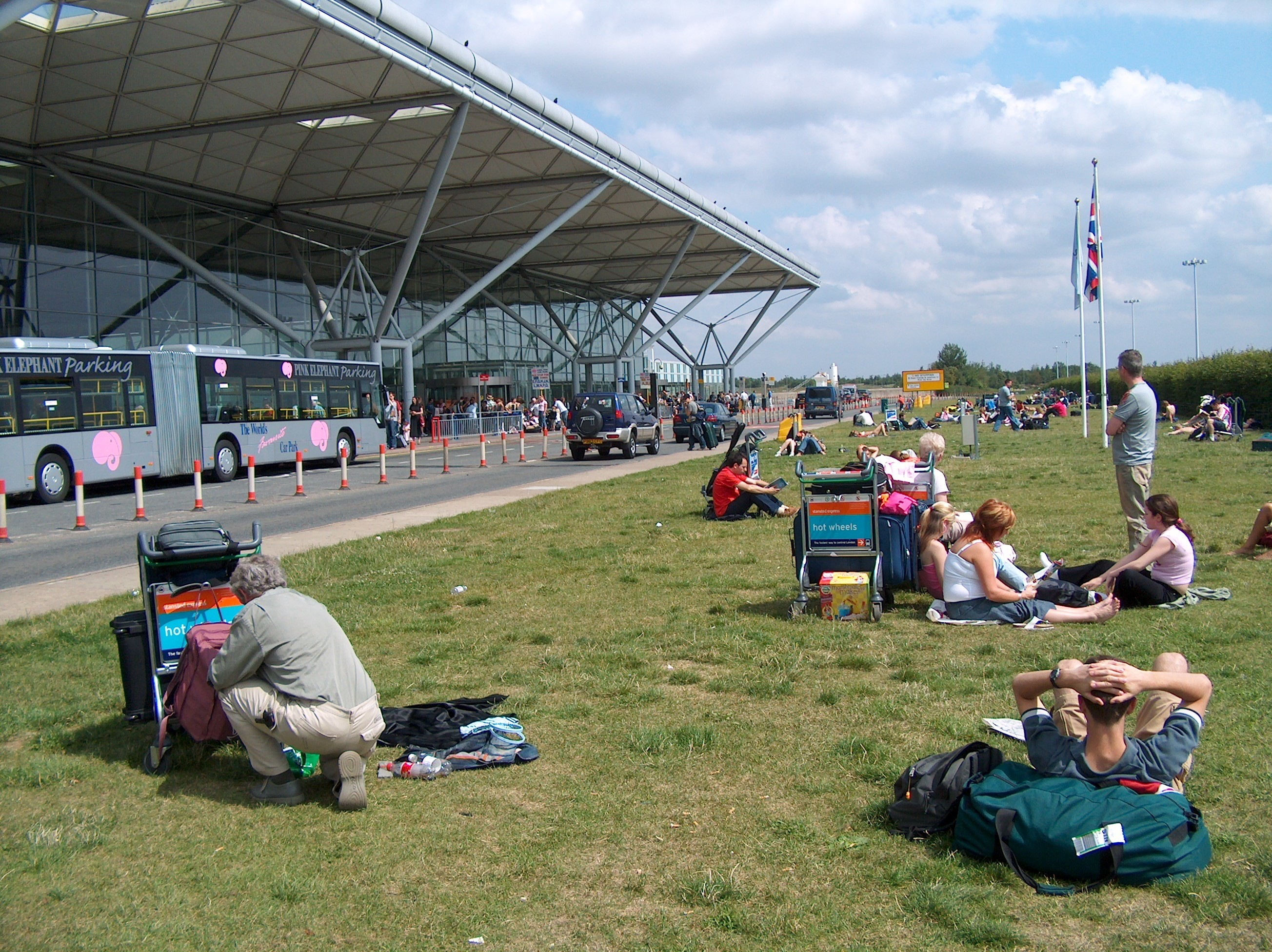
Лужайка перед терминалом аэропорта Станстед в 2004 году, на сегодняшний день заасфальтирована.

Пропускная способность аэропорта ограничена 25 млн пассажиров в год в соответствии с рекомендациями, сделанными в результате общественного запроса в 1984 и была подтверждена правительством. В ноябре 2006 окружной муниципальный совет Аттлсфорда отклонил заявку BAA Limited (BAA), в соответствии с которой планировалось увеличить количество взлётов-посадок самолётов и лимит пассажиропотока. BAA обжаловала отказ, и рассчитывает на положительное решение об увеличени лимитов.
BAA планирует получить разрешение на строительство второй взлётно-посадочной полосы в соответствии с 2003 Air Transport White Paper, что позволит Станстеду обслуживать больше пассажиров, чем Хитроу сегодня.
В апреле 2007 началась программа расширения существующего терминала. Площадь терминала увеличится на 6 000 м², появятся дополнительные карусели багажа, новые пункты иммиграционного контроля, зал паспортного контроля и зал прибытия с усовершенствованными средствами обслуживания.

## Stop Stansted Expansion
Stop Stansted Expansion [SSE] (Остановите Расширение Станстеда) — группа, протестующая против расширения аэропорта Станстед. Её цель: «сдерживать развитие аэропорта Станстед в пределах, которые являются действительно необходимыми и этим путём сохранять качество жизни граждан, проживающих в Эссексе, Хартфордшире и Суффолке, сохранять культурное наследие и защищать окружающую среду». Группа SSE хорошо организована, в ней состоит более чем 6 000 человек и она пользуется поддержкой более чем 100 местных органов власти и других организаций. SSE борется с расширением аэропорта юридическими средствами с 2002, когда Департамент Транспорта предложил увеличить Станстед до 4-х взлётно-посадочных полос. В 2004/2005 SSE оспорила в суде white paper о гражданской авиации и, хотя документ не был отменён, судья решил, что увеличение числа взлётно-посадочных полос, представленное как основное направление развития в документе, был «мостом слишком далеко» и вопросом, который должен быть решён через обычные процедуры планирования.

## Авиакомпании

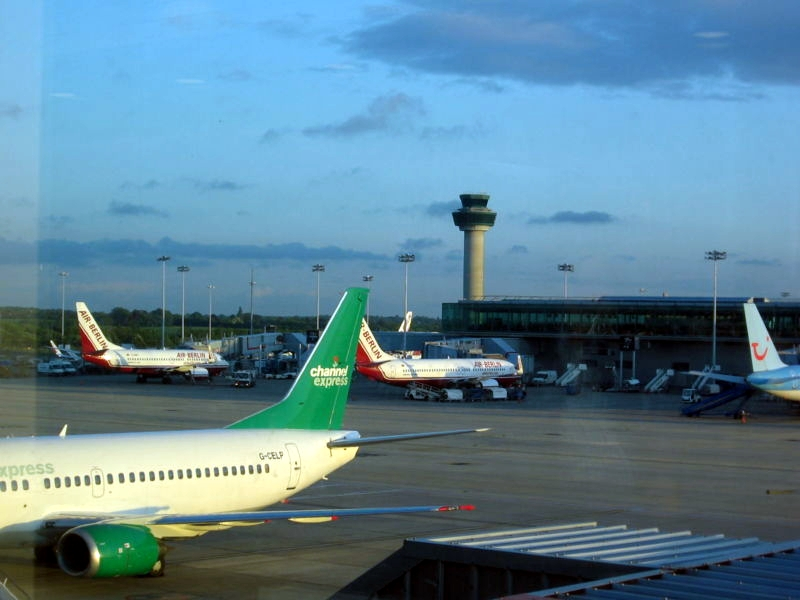
Самолёты авиакомпаний Channel Express (сегодня Jet2.com), Air Berlin, и TUI в аэропорту Станстед.

### Регулярные рейсы
- Air Malta
- Air Moldova

- American Airlines
- Atlantic Airways
- Atlasjet
- Aurigny Air Services
- Blue Air
- Bmibaby
- Cyprus Airways
- Cyprus Turkish Airlines
- easyJet
- Eastern Airways
- El Al Israel Airlines
- Eos Airlines
- Germanwings
- Iceland Express
- Norwegian Air Shuttle
- Ryanair
- TACV Cabo Verde Airlines
- transavia.com
- Turkish Airlines
- Wizz Air

### Чартерные операторы
- Air Europa
- Air Southwest
- Air Transport International
- BH Air
- BritishJet
- European Air Charter
- Israir
- Jet2.com
- MyTravel Airways
- Nouvelair
- Onur Air
- Thomas Cook Airlines
- Thomson Airways
- SunExpress
- Titan Airways

### Грузовые авиакомпании
- Air Contractors (обслуживает FedEx)
- Asiana Airlines
- BAC Express Airlines
- CargoLogicAir
- Coyne Airways
- FedEx Express
- Global Supply Systems
- Jet2.com
- Martinair
- Royal Jordanian Airlines
- Titan Airways
- TNT Airways
- UPS Airlines

## Статистика
Аэропорт Станстед находится на четвёртом месте среди аэропортов Великобритании по количеству перевезённых пассажиров после Гатвика, Хитроу и аэропорта Манчестера.
| Место | Аэропорт              | Перевезено пассажиров | Рост/Падение 2009 / 10, % |
| ----- | --------------------- | --------------------- | ------------------------- |
| 1     | Дублин                | 720 672               | ▼ 8.4                     |
| 2     | Малага                | 377 961               | ▲ 19.9                    |
| 3     | Аликанте              | 372 801               | ▼ 3.6                     |
| 4     | Рим Чампино           | 350 153               | ▼ 7.4                     |
| 5     | Милан Бергамо         | 335 104               | ▲ 0.7                     |
| 6     | Эдинбург              | 329 933               | ▼ 11.7                    |
| 7     | Глазго Международный  | 301 758               | ▼ 1.1                     |
| 8     | Белфаст-Сити          | 301 637               | ▼ 8.2                     |
| 9     | Белфаст Международный | 301 069               | ▲ 2.7                     |
| 10    | Фару                  | 295 522               | ▲ 7.7                     |
| 11    | Пальма-де-Мальорка    | 288 972               | ▼ 5.3                     |
| 12    | Амстердам             | 278 137               | ▲ 7.7                     |
| 13    | Стокгольм-Скавста     | 277 806               | ▼ 0.8                     |
| 14    | Франкфурт Хан         | 276 350               | ▼ 12.1                    |
| 15    | Пиза                  | 265 266               | ▲ 1.6                     |
| 16    | Берлин-Шёнефельд      | 264 592               | ▲ 19.4                    |
| 17    | Копенгаген            | 253 390               | ▼ 4.7                     |
| 18    | Рига                  | 240 109               | ▲ 7.6                     |
| 19    | Братислава            | 238 486               | ▼ 3.5                     |
| 20    | Гётеборг              | 232 061               | ▼ 10.9                    |

## Авиакатастрофы и происшествия
- 31 марта 1998 чартерный рейс Hawker Siddeley HS-748 (принадлежал Emerald Airways), перевозивший футбольную команду Лидс Юнайтед, из-за взрыва двигателя на взлёте был вынужден вернуться в аэропорт. Были спасены все, находящиеся на борту благодаря умелым действиям экипажа и помощника тренера Дэвида О’Лири.[3]
- 22 декабря 1999 Boeing 747 авиакомпании Korean Air Cargo, рейс 8509, разбился сразу после взлёта из-за ошибки пилота. На борту находилось 4 члена экипажа, все они погибли.

- 27 февраля 2002 — Boeing 737—800 авиакомпании Ryanair, рейс 296 из Дублина, загорелся сразу после приземления. Жертв не было.
- 6 февраля 2000 Boeing 727 авиакомпании Ariana Afghan Airlines со 156 человек на борту был захвачен и посажен в аэропорту Станстед. После четырёхдневных переговоров заложники были благополучно освобождены, и инцидент закончен без кровопролития. Позднее выяснилось, что поводом для захвата было получение убежища в Великобритании. Многие пассажиры на борту самолёта также попросили убежища.[4]

## Инфраструктура

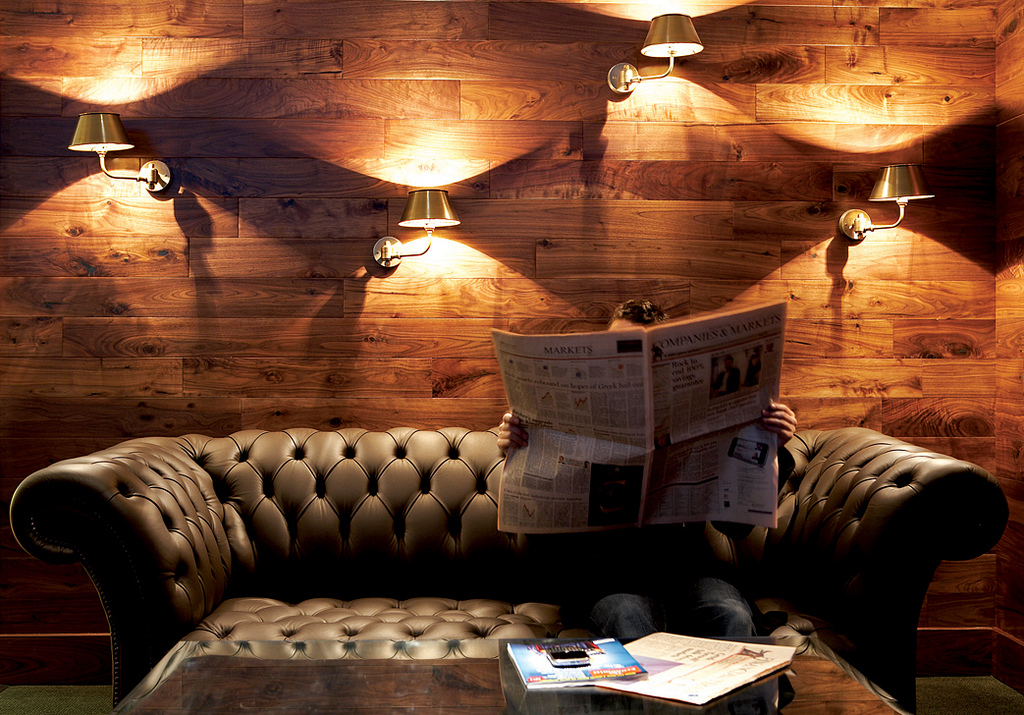
Комната отдыха, гейт 49.

В терминале Станстеда пассажиры могут воспользоваться услугами комнат отдыха. Работает автоматическая система перевозки пассажиров по территории аэропорта, длиной три километра и насчитывающая шесть остановок.

## Транспорт

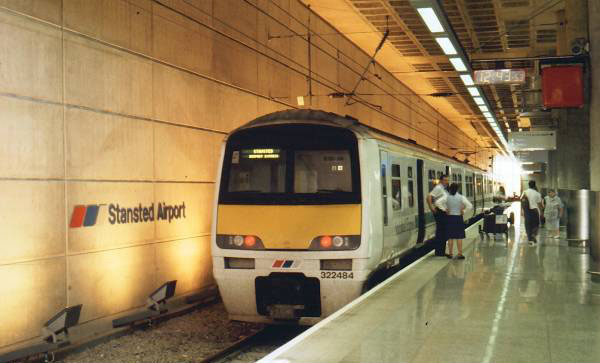
Железнодорожная станция аэропорта Станстед, соединяющая аэропорт с Лондоном, Кембриджем, Петерборо, Лестером и Бирмингемом.

Железная дорогаРядом со зданием терминала аэропорта находится железнодорожная станция, с которой каждые 60 минут отправляется состав CrossCountry в Кембридж, Лестер и Мидлендс. Stansted Express отправляется каждые 15 минут к вокзалу Ливерпуль-стрит в Лондоне, время пути 45 минут.
АвтобусСуществует регулярное автобусное сообщение со Стратфордом, автовокзалом Виктория, станцией «Ливерпуль-стрит» и Голдерс-Грин  (все в Лондоне), стоимость проезда вдвое ниже, чем на поезде, однако переезд занимает больше времени (80 — 130 минут). Автобусная станция находится рядом с терминалом. National Express соединяет аэропорт с Оксфордом и Кембриджем. easyBus соединяет аэропорт с улицей Бейкер-стрит в Центральном Лондоне. Автобусные маршруты связывают аэропорт с городами Бишопс Стортфорд, Ипсуич и Базилдон.
ШоссеСтанстед связан с северо-восточным Лондоном и Кембриджем автострадой M11 и с Колчестером и Харвичем шоссе A120. Долгосрочная автостоянка расположена в около 2 км от терминала и пассажиры после парковки и доставляются в терминал автобусом. Краткосрочные автостоянки находятся рядом с терминалом.

## В культуре
- В Станстеде были сняты эпизоды телевизионного фильма «Come Fly with Me», телевизионного сериала «Стюардессы» и полнометражных фильмов «Потерянный рейс», «Последний шанс Харви», а также часть 12-го эпизода 3-го сезона «The Grand Tour».